# 撫順戦犯管理所

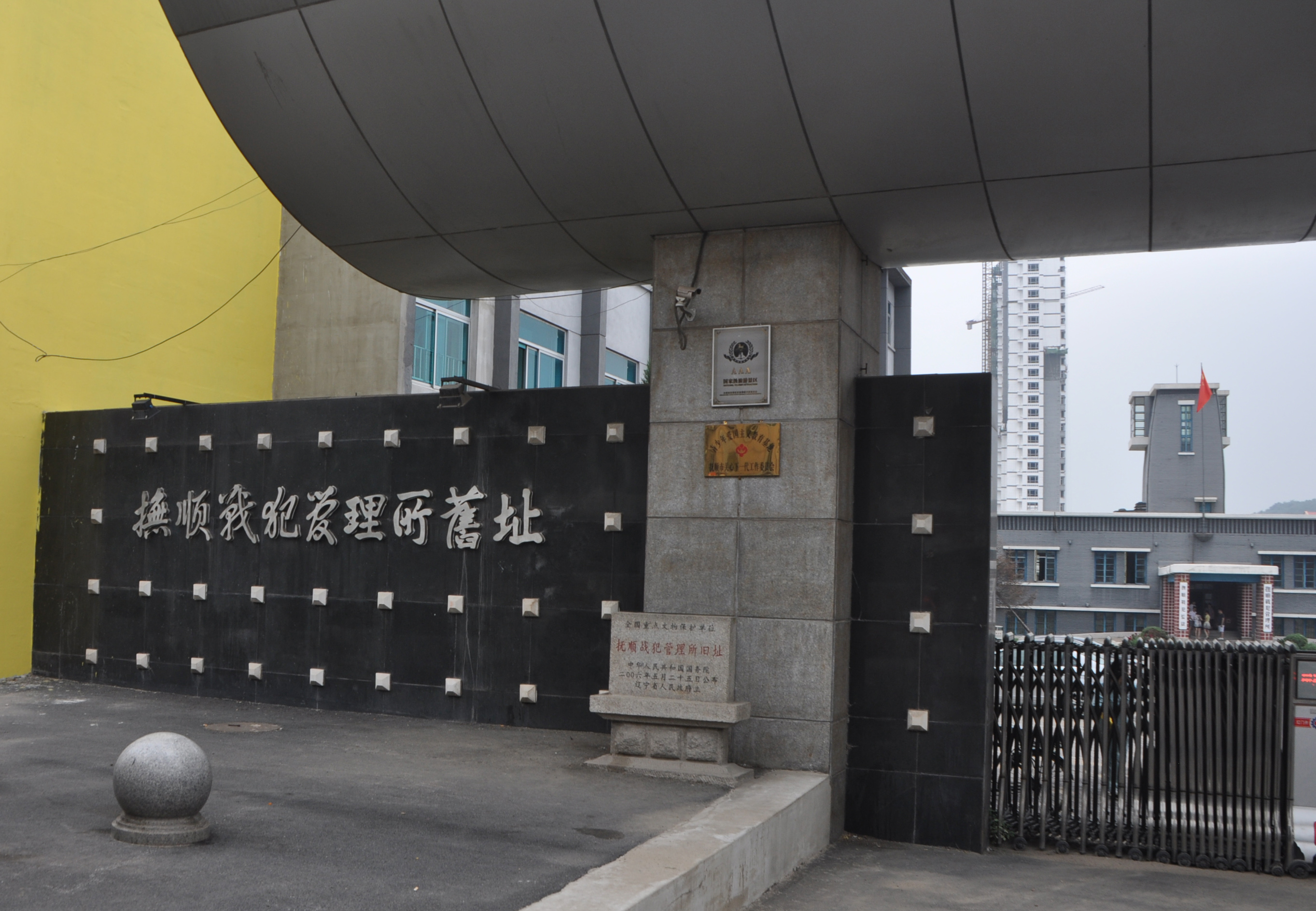
撫順戦犯管理所の門

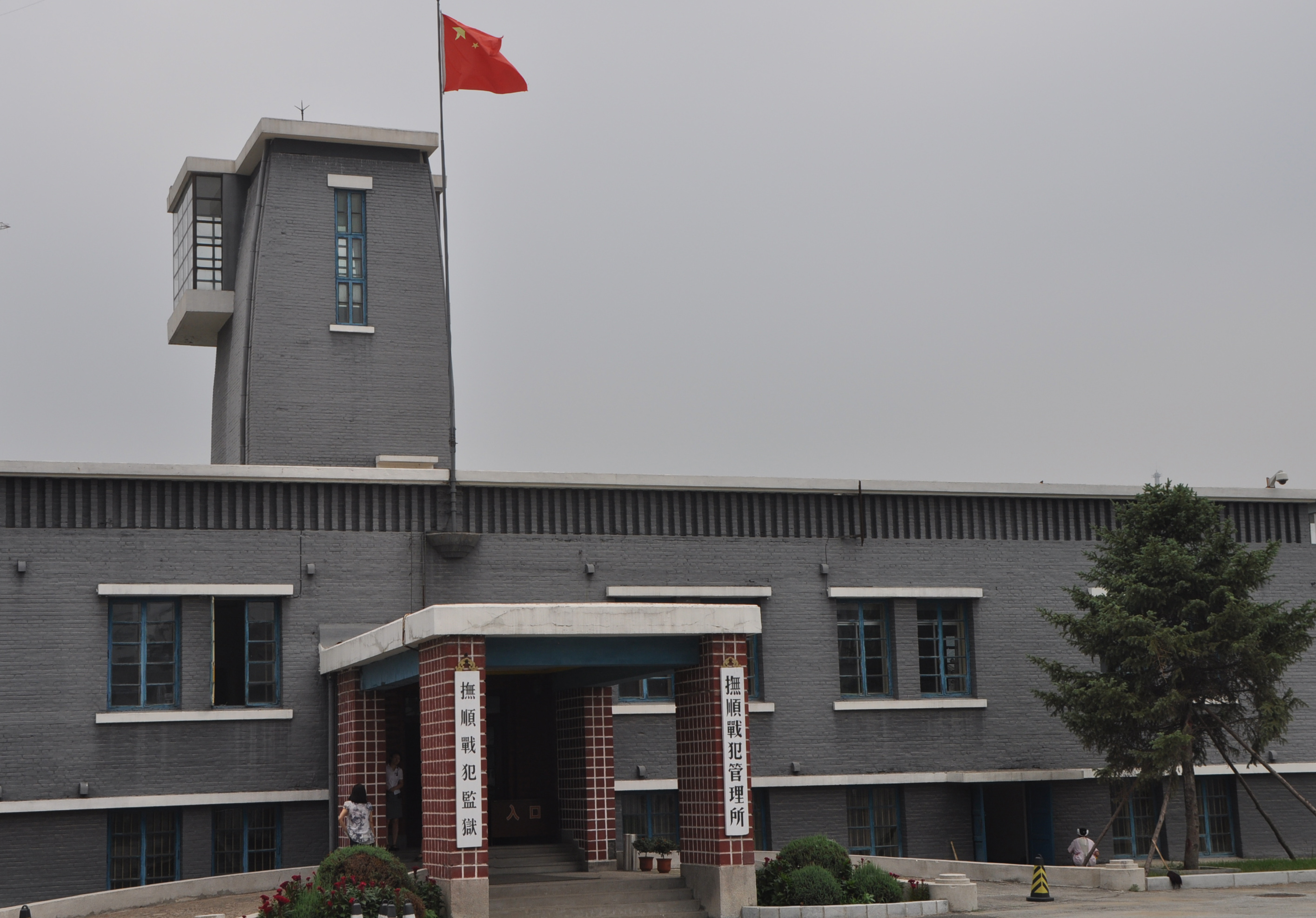
撫順戦犯管理所の建物への入り口

撫順戦犯管理所（ぶじゅんせんぱんかんりしょ、簡体字：抚顺战犯管理所）は、遼寧省撫順市順城区にあった中華人民共和国による戦犯管理所（捕虜収容所）。1936年、満洲国が建設した撫順監獄跡に設置された。1950年7月ハバロフスク捕虜収容所に抑留されていた日本人捕虜が移管され、1955年に中国人民解放軍藩陽軍区戦犯管理所へ改称された。

## 沿革

### ソ連収容所からの日本人戦犯引き渡し
1945年8月、日本の敗戦後、国民党が遼寧省第四監獄とする。一方、日本人捕虜の一部はソ連の極東シベリア（ハバロフスク）地区捕虜収容所に抑留された。シベリアで日本人捕虜は、厳寒のなか強制労働、飢餓、取り調べ、旧日本軍の民主化運動で批判されるなど苦しんだ。
1948年11月、東北人民政府が遼寧省第三監獄とする。
1949年、国共内戦で中華民国国民党軍に勝利した中国共産党が建国した中華人民共和国は12月16日から翌年2月までハバロフスク地区に監禁されている日本人戦犯の引き渡し交渉をした。同時に、1949年12月16日から12月30日にはハバロフスク裁判が開廷し、関東軍司令官山田乙三や、731部隊（関東軍防疫給水部）、100部隊（関東軍軍馬防疫廠）が裁かれ、判決では強制労働が課された。しかし、アメリカのキーナン東京裁判主席検察官やシーボルド対日理事会代表は、この判決をソ連による捏造であると非難した。ただし、常石敬一は日本軍による細菌戦は事実とした。
1950年2月の中ソ友好同盟相互援助条約締結の際、中国共産党の評価を高めるためにスターリンからシベリアからの日本人捕虜移管が提案されたともいわれる。同2月、満洲国時代撫順監獄（遼東省第三監獄）であったところを東北戦犯管理所に改造した。7月、ソ連から969人の日本人が引き渡され、すし詰めの貨車で移送された。これに対して中国側は白いシーツの客車で迎え、食事を準備し、 医師による検診も行われた。さらに太原戦犯管理所から9人、国内から受理した4人の合計982人の日本人戦犯が撫順戦犯管理所に抑留された。1950年7月、撫順戦犯管理所へ改称。日本、満洲、国民党の戦犯合計1300人が抑留された。

## 日本人戦犯の「改造」と認罪
戦犯政策の総指揮をとった周恩来の方針で、手厚い対応を行い、十分な食事が与えられ、強制労働もなかった。中国人管理所員は礼儀正しく、日本人を殴ったり叱ることはなく、丁寧に諭した。当初は「武士の情け」 なのではないかと訝っていた日本軍人もいたが、人道的な待遇が基本方針であることがわかると、警戒心を解いた。日本人捕虜が贅沢な食事をとることに反感を抱いた中国人職員の多くが転出を希望するほどであった。
「正しい思想を正しい方法で教育すれば人間は変わる」という毛沢東の「改造」政策によって、捕虜は毎日、学習や運動をして過ごした。
日本人戦犯の「改造」教育課程は、三段階となっており、
1. 反省学習（マルクス主義や毛沢東思想の学習）
2. 罪行告白（坦白（たんぱい））
3. 尋問

となっていた。

### 第一段階改造
「改造」の第一段階は、「学習討論」で、レーニンの『帝国主義論』や野呂栄太郎の『日本資本主義発達史講座』、河上肇『貧乏物語』、人民日報などを教科書として勉強会が始まった。貧農や下層労働者出身の元日本兵ほど、自分たちも「日本帝国主義」の犠牲者であったと考えるようになった。

### 第二段階改造
1954年春、第一段階が一定の効果を出すようになると、「改造」の第二段階へと移り、戦時中の中国での罪行を全て告白し、書き出すことが要求された。中国側は「告白したものには光明があり、隠した者には暗黒がある」と繰り返し指示し、全ての罪を書くように何度も書き直しをさせた。
軍階級や師団ごとの話し合いが行われるようになると、元下級兵士による元上官の罪が指摘され、次第に皆が逃げ場を失うようになった。
さらに、告白文を講堂の壇上で発表する「坦白（たんぱい）」段階へと進められた。第39師団機関銃中隊長であった宮崎弘が1000人の日本人捕虜を前にして戦時中の中国人虐殺、試し斬り、拷問、幼児殺しなどを涙を流して絶叫しながら告白すると、他の捕虜の「認罪」が進展する転換点となった。その後宮崎弘は、撫順管理所での学習活動などを行う自主運営委員会の委員長となった。
宮崎中隊に所属していた難波靖直（中帰連会員）は以下のように回想している。
日本人捕虜の間では、「被害者にとっては命令されて実行した犯罪なら許せるということにはならない」という考え方が共有され、「加害の一端にかかわったという広義の加害責任をとるべきだと義務的に捉え」るようになっていった。亜細亜大学の石田隆至は「直接的な犯罪がないことをよかったと思わなかったことは、当時の認罪運動が相当強い同調圧力となっていたことを物語る」と指摘している。

### 第三段階
犯罪を否認している他の戦犯の取り調べに日本人捕虜難波靖直を同行させ、その口述を毎日、要約筆記させた。実際の戦闘をほとんど経験しなかった難波靖直は以下のように回想している。
難波靖直はこうして管理所の所員を「先生」と呼ぶようになった。6年間の収容所生活の後、1956年に起訴免除された難波靖直は天津港見送ってくれた管理所所員と別れる時、泣きながら「6年間人間性溢れる撫順の温室育ちから、荒波の大海へ出る。 前途の光明を見つめて、これからは自分たちで歩くのだ」と決意した。

## 戦犯裁判
日本人戦犯改造政策と並行して、最高人民検察院東北工作団によって検証が進められ、現場検証や目撃証言の収集が行われた。
1955年9月に、裁判が行われ、155名が起訴され、死刑求刑7名、執行猶予付き死刑求刑3名を検察院は求めた。しかし、周恩来の減刑指示により同11月に死刑求刑は却下され、1956年6月に36 名が起訴された。太原戦犯管理所から4名を加えて合計45 名が瀋陽の最高人民法院特別軍事法廷で起訴され、被告全員が罪を認め謝罪した。
起訴免除者は即日釈放となって1956年7月に帰国、実刑判決を受けた者も満期前に釈放された。1964年3月までの間に日本人戦犯は帰国した。

### 収容された主な日本人戦犯と供述
- 武部六蔵 - 元満洲国国務院総務庁長官。治安維持法、思想矯正法による共産主義弾圧政策を満洲国で行ったため最高級戦犯と認定された[8]
- 古海忠之（国務院総務庁次長）[8]
- 今吉均（満洲国警察総局警務処長）1932年からの抗日運動弾圧の罪が問われた[9]
- 斉藤美夫（満洲国憲兵訓練所長少将）[8]
- 土屋芳雄 - チチハル憲兵隊少尉伍長。1956年7月20日第二次中国最高人民検察院によって起訴を免れ釈放[8]。戦後、中帰連会員[10]
- 田井久二郎（満洲、国三江省鶴立県興山警察署署長）[8]
- 三宅秀也（満洲国熱河警務課長）[8]
- 大野泰治（満洲国濱江警務庁特務課外事係長）[8]、1945年8月以降は国民党閻錫山部隊の教官となる[11]。1935年より抗日運動弾圧、拷問、敗戦までに654人を殺害[11]。また殺害した者の脳を生薬にしたり、癩病の乞食に亜砒酸饅頭で殺害した[11]。（なお、亜ヒ酸饅頭による殺害は、『聊斎志異』にも記載されているように中国では古くから毒物として知られていた[12]）。
- 大村忍（撫順監獄長）[8]
- 柏葉勇一（撫順警察局長）[8]
- 富永順太郎（日本特務華北交通防衛本部、いわゆる富永機関）
- 佐々木到一（陸軍中将。1955年5月30日、管理所で死去。）
- 鈴木啓久- 第117師団師団長、陸軍中将。1940年9月、安徽省宣白作戦や1942年4月魯家峪や河北省での毒ガス攻撃、1944年11月、林縣南でコレラ菌散布があったとの報告を受けたこと、長路県での焼き払い、空気注射による殺人実験、婦女輪姦と腹割きを供述した[8][13]。一方、帰国後の鈴木は1979年のインタビューでは以下のように述べている[14][15][16]

また、鈴木は防衛庁戦史室の依頼で「中北支における剿共戦の実態と教訓」「第百十七師団長の回想」を執筆した。ほか鈴木は裁判供述で慰安婦の強制連行などを供述したが、当時鈴木の副官であった炭江秀郎は冀東作戦の命令には全て目を通したが、慰安婦狩りの事実は聞いたことがないと証言し、また炭江の次に副官となった森友衛も慰安婦狩りは聞いたことがないと証言してる。
- 藤田茂 （第59師団師団長[17]、中国帰還者連絡会初代会長）は、戦後の回想で学習による改心について以下述べている[18]。学習によって、日清戦争、日露戦争、欧州第一次大戦、大東亜戦争も「自分の欲望をみたす侵略戦争」であったことを初めて学んでいき[18]、田中上奏文にも侵略意図が書かれていると学んだ[17]。（なお、現在の研究では田中上奏文は偽書とされる[19][20][21])

撫順での収容生活2年目になると、自分がかつてサーベルをぶら下げ、勲章をつけてかっ歩していた姿が、おかしいように考えるようになった。何が日本のためなのか、何のための戦争だったのかがわからなくなり、強いノイローゼになり、食事も取れず、不眠の日々が続き、屋外で失神するようになった。
過去の反省を行うなか良心が「蘇った」体験については以下のように述べる。
1956年5月頃になると、収容されて以降、毎日、午前中の学習によって、日本による侵略戦争、軍国主義が悪いものであったことを完全に納得した。
戦犯裁判（1956年）についての予審では「当時、住民を殺したことなど覚えていないし、知らない。しかし指揮官として、そのような事実があるなら道義上の責任は取ります」と答えた。また、検事が出した起訴状について不審な点があれば指摘せよといわれたので、罪科のうち「1名虐殺」と書かれているが、24名だというと、一週間後、検事は「通算24名になるので、お前の時には1名だ」と書類を見せたので、「この調査はすこぶる正確だ」と考えた。また、ポツダム宣言第9条の捕虜虐待厳罰によって1200余の日本軍将兵が死刑に処せられており、第59師団が行った秀嶺1号作戦で当時師団長だった自分が捕虜86名を虐殺したと載っており、「この一項だけでも私は当然死刑だと覚悟を決めた」。
起訴状の罪科のうち知らなかったものについては、被害者の証言を法廷で聞くうちにすべて認めるほかなかったといっている。
この証人は山西省安邑県上段村の張葡萄で、一家を日本軍に皆殺しにされたため、証言していると興奮して藤田につかみかかろうとした。藤田はその時の心境をこう話している。
藤田は、裁判で26人の証言を聞いてからは心の底から死刑は当然だと思った。
判決で禁固刑18年と聞いた時には、死刑を覚悟していたので、震え「これぐらい不幸のドン底から、幸福の先端まで走ったことはない」と震えながら感じ、「まったく予想外の寛大な判決でありただ感謝のほかございません。しかしながら、ここにおられる26人の証人は皆、極刑を望んでいます。こんな軽い刑では納得されないのではありませんか」と藤田は述べた。裁判後、弁護士が藤田に面会し、証人の心情を充分汲みとり心から自分の罪行を反省し、藤田が中国人民の立場に立たったことを感謝する、といった。
帰国後、藤田は、中国の革命は「人の革命」であると絶賛した。
藤田は1980年に死去する際、撫順戦犯管理所が与えた中山服を着せてほしいと家人に求めた。
- 佐々真之助（第39師団長、陸軍中将）
- 上坂勝（第59師団第53旅団長、少将）
- 城野宏（山西省政府顧問補佐官）
- 金子安次（陸軍兵士）
- 湯浅謙（軍医）　1942年3月から1943年3月にかけて山西省潞安陸軍病院、山西省太原市第1軍工程隊（捕虜収容所）、潞安陸軍病院などでの捕虜に対する生体解剖・生体手術、また、入院者から採取した腸チフス菌及びパラチフスA菌 とB菌の病原体を潞安城南部の第36師団野戦防疫供水部に細菌戦用として提供したことを供述した[22][23]。戦後は中帰連会員として活躍した。
- 大河原孝一（中帰連副会長）は、撫順での改造は、心の中に灯台が建ったように一筋の光明の道を指し示してくれたと回顧している[10]
- 富永正三（中帰連会長）[10]
- 篠塚良雄（731部隊少年兵、中帰連会員）
- 住岡義一（独立混成第四旅団独立歩兵第13大隊・第14旅団）[24]。1940年1月安徽省宣城で初年兵として俘虜約十名を刺殺[25]。1942年2月、太谷県新荘村の婦人を強姦、部下に輪姦を許可[25]。同2月、摩天嶺東南方で、病院の患者2人を拷問後、斬殺[25]。2月、大隊本部医務室のチフス菌とコレラ菌撒布を援護[25]。和順県竜門村、官池堂、陽楽荘等に対して民家で机、食器に細菌を塗りつけ、井戸と川に細菌を投入する行動を援護した[25]。　同5月、将軍墓村で八路軍将兵を斬殺[25]。6月、彰徳県水冶鎮で、強姦[25]。同7月、太原市侯家巷で俘虜（八路軍、抗日軍）約220を刺突殺害[25]。同8月2日、俘虜約70名（内50名は婦人）を教育材料として刺突殺害[25]。1943年6月、八路軍の嫌疑で村民一名を斬殺[25]。同8月、沁県暖柳村、小河村の村民2名を射殺[25]
- 難波靖直（第39師団機関銃中隊、中帰連会員）[3]
- 石田幹雄（59師団直轄自転車中隊、中帰連会員）[26]。女性を強姦しようとして、赤ん坊を煮え湯の中にいれて殺害[26]。戦後「欲望のために罪ない赤ん坊を猫の子のように投げ殺す罪、私の帝国主義の侵略思想に毒された思想の罪悪性を心から僧まずにはいられない」と述べた[26]。
- 吉房虎雄（関東憲兵隊司令部員第三課長、大連憲兵隊隊長[27]、平壌憲兵隊長、中帰連会員[28]）1932年6月、吉林省集安で憲兵が人民約60人を、臨江で人民90人以上を拷問後、鴨緑江岸で虐殺[27]。同年9月、輯安と通化の間の村落で、所属の歩兵が人民約10人を射殺、10月、守備隊が村民2人を拷問後、守備隊下士官をして斬殺させ、輯安―通化間で、部下の憲兵を指揮して、避難民約10人を射殺させたと供述[27]。
- K.S.[29]
- Y.M. - 1941年8月山東省泰安県で新兵ガス教育小隊によるガス攻撃を供述[30]。
- T.M - 1942年6月、山東省臨清県で月吉軍曹は性病を治すため隊員に人間の脳味噌を取ってくる様命じられたため、一等兵に命じて中国人の脳味噌を薬にして提供した、1943年2月、臨清県において、夜間に抗日軍約1000名の攻撃に対して催涙性窒息性ガス弾を12発発射し370名の虐殺を行ったと供述[31]。
- N.M - 1943年9月、宜昌にある黄龍寺の東南部で、中国人を解剖したと供述[32]。
- T.Y.強姦、殺害、拷問[33]。
- I.Y（39師団歩233連隊第一大隊第一中隊下士官）1943年2月、湖北省宜昌県において山川軍医が解剖、同年、捕虜への刺突訓練、強姦などを供述[34]。
- H.U：殺害、強姦[35]
- K.S、殺害[36]
- K.N. 1940年、湖北省黄岡県で捕虜殺害、荊門県で射撃殺害、1942年江陵県において「仲間」が中国人一名男子の腿の肉を天婦羅にし小隊全員約四〇名が食べたと供述[37]。
- S.N.1934年5月、黒河街でロシア人女性を水拷問、1937年4月、オロチョン族男性の脳を焼いて淋病を治す薬として食べた、1945年6月、竜江省で、ソ連スパイの疑いがある朝鮮人男を、薬品を注射して殺害したと供述[38]。
- S.K（59師団野戦病院）1936年6月、哈爾濱陸軍病院に於て仲間が生體解剖、1936年12月～1937年1月、牡丹江陸軍病院に於て、仲間がマスタードガス（イペリット）試驗のため男三名殺害と供述[39]。
- I.S. 1943年12月25日の湖北省遠安県における白陽寺大虐殺に参加したと供述[40]。

起訴された日本人戦犯の名簿
■満洲国戦犯　28名
　　　　　　　　　　　　　　　　　　　　刑期
・武部六蔵　満洲国国務院総務庁長官　　　20年
・古海忠之　満洲国国務院総務庁次長　　　18年
・斎藤美夫　満洲国憲兵訓練所長・少将　　20年
・中井久二　満洲国司法分司法矯正局長　　18年
・三宅秀也　満洲国奉天省警務庁長　　　　18年
・杉原一策　満洲国司法部刑事司長　　　　18年
・佐古龍祐　満洲国鉄路警護牡丹江警護旅団長少将　18年
・横山光彦　満洲国ハルビン高等法院次長　16年
・原　弘志　満洲国鉄路警護軍参謀長　　　16年
・今吉　均　満洲国刑務総局刑務所長　　　16年
・田井久二郎　満洲国チチハル市警察局特務科長　16年
・岐部與平　満洲国厚生会理事長　15年
・木村光明　関東軍勃利県憲兵分隊長　憲兵少佐　15年
・島村三郎　満洲国警務総局特務処調査科長　15年
・鹿毛繁太　満洲国錦州警察局警務科長　15年
・築谷章造　満洲国浜江省警察庁司法科長　15年
・柏葉勇一　満洲国関東州撫順市警察局長　15年
・溝口嘉夫　満洲国ハルビン高等検察庁検察官　15年
・吉房虎雄　平壌憲兵隊長　憲兵大佐　14年
・藤原廣之進　関東軍新京憲兵隊司令部付　憲兵中佐　14年
・野崎茂作　満洲国懐徳県警務科長　14年
・宇津木孟雄　関東軍憲兵隊司令部付　憲兵中佐　13年
・上坪鉄一　関東軍四平憲兵隊長　憲兵中佐　12年
・蜂須賀重雄　満洲国鉄路警護軍奉天警護旅団長　上校　12年
・堀口正雄　関東軍錦州憲兵隊長　憲兵中佐　12年
・志村行雄　関東軍第１特別警備隊教育隊長　憲兵中佐　12年
・小林喜一　関東軍興安憲兵隊長　憲兵少佐　12年
・西永彰治　関東軍ハルビン道里憲兵分隊長　憲兵少佐　12年
■日本陸軍の戦犯　８名
・鈴木啓久　第117師団長　中将　20年
・藤田茂　　第59師団長　中将　18年
・上坂勝　　第59師団第53旅団長　少将　18年
・佐々眞之介　第39師団長　中将　16年
・長島勤　　第59師団第54旅団長　少将　16年
・船木健次郎　第137師団歩兵第375連隊長　大佐　14年
・鵜野晋太郎　第39師団歩兵第232連隊本部俘虜監督軍官兼情報宣撫主任中尉　13年
・榊原秀夫　関東軍第731部隊第162支隊長　軍医少佐　13年
■国民党関連の戦犯　９名　※中国山西省残留日本軍
・城野　宏　山西省政府補佐官　暫編独立第十総体司令部（以下、十総）　少将　18年
・相楽圭二　第3独立混成旅団第9独立歩兵大隊長　十総参謀長　少将　15年
・菊地修一　第3独立混成旅団独立砲兵大隊長　大尉　十総参謀長　少将　13年
・永富博之　第114師団保安隊指導官　軍曹　十総指導３団長　上校　13年
・住岡義一　独立歩兵第14旅団第244独立歩兵大尉中隊長　大尉　十総指導２団長　上校
・大野泰治　普北自治政府応県公署参事官　十総第２野戦区砲兵教導隊教官　中校　13年
・笠　實　　山西省壺関県新民会主席参事　十総野戦病院軍需事務長　少校　11年
・神野久吉　蒙古連合自治政府12野戦警察集団指導警尉官　山西野戦軍大同総隊　情報主任　少校　８年
・富永順太郎　華北交通主事特務機関「富永機関」主事　国民党国防部北平信台　中校　20年
名簿は『帰ってきた戦犯たちの後半生』を参考に作成

### 満洲国戦犯
1959年から1975年までの間に、旧満洲国要人と国民党戦犯は特赦された。収監中に獄死したものもいる。
釈放
- 愛新覚羅溥儀（満洲国皇帝、1959年12月9日、劉少奇国家主席の特赦令によって特赦）
- 愛新覚羅溥傑（溥儀の実弟、1960年11月20日釈放）
- 愛新覚羅毓セン（釈放）
- カンジュルジャブ（第9軍管区司令官、陸軍中将、1960年11月28日第2回特赦）
- ジョンジュルジャブ（第10軍管区参謀長少将、第2回特赦）
- 阮振鐸（満洲国外交部大臣、1962年特赦）
- 吉興（満洲国尚書府大臣、1964年12月29日第5回特赦）
- 于静遠（満洲国民生部大臣、1966年特赦）
- 金名世（満洲国厚生部大臣、特赦）
- 谷次亨（満洲国交通部大臣、特赦）
- 于鏡濤（満洲国国民勤労部大臣、特赦）

獄死
- 丁超（満洲国参議府参議、1950年獄死）
- 盧元善（満洲国文教部大臣、1959年9月獄死）
- 張景恵（満洲国国務総理大臣、1959年11月1日獄死）
- 黄富俊（満洲国興農部大臣、獄死）
- 張煥相（満洲国司法部大臣、1962年6月2日獄死）

## 帰国後
帰国後、日本人捕虜らは戦争の反省を表明すると批判を浴び、公安警察から調査され、「中国共産党帰り」として就職も難しかった。
日本人捕虜らは翌1957年に中国帰還者連絡会を創立し、認罪に基づく 加害証言活動を行った。副会長には初めて「坦白」を行い、その後撫順管理所での自主運営委員会委員長となった宮崎弘（元第39師団機関銃中隊長）が就任したが、帰国後は特筆すべき謝罪活動を行わなかった。

## 現在
中国帰還者連絡会は2002年、高齢化により解散し、撫順の奇蹟を受け継ぐ会へ受け継がれた。
2009年、石田隆至が中国人研究者張宏波と行った聴き取り調査では、被調査者の難波靖直や鹿田正夫（中帰連会員）は、二人とも冒頭で正座し、謝罪を涙声で述べはじめるなどし、現在でも謝罪を続けたいという気持ちがあることが確認された。

## 評価

### 報道
読売新聞は1954年10月19日に撫順戦犯リストを掲載、朝日新聞は1954年10月27日「撫順の日本人戦犯たち」で報道した。
朝日新聞は1956年6月28日には撫順戦犯管理所を「予想以上に明るく、福利施設や給与も十分で、労働時間はほとんどなく、学習、運動など規則的な日常を送っており、日焼けして健康的な表情だった。」と報じた。また朝日新聞は帰国した「釈放戦犯」に「殉教者のように,自分の罪を強く告白する」「しかもこの言葉は 中共赤十字社幹部の言明とまったく一致している。そしてソ連や中国に対する激しい批判の言葉は まったく帰国者からきくことはできなかった。」と戦犯の「認罪」の信憑性に懐疑的な姿勢の報道を行った。朝日新聞1956年8月2日では「収容所で生まれた悟り 帰国戦犯『ざんげ』のナゾ」という見出しで、撫順戦犯管理所から帰国した元捕虜の懺悔について報じた。
1957年には神吉春夫編『三光:日本人の中国における戦争犯罪の告白』光文社が刊行されたが、1990年代には藤岡信勝らの自由主義史観から批判された。

### 肯定的評価（否定的評価への反論）
朝日新聞は1989年8月の記事では撫順戦犯管理所での認罪について「中国政府の旧戦犯に対する処遇方針は『罪を憎んで人を憎まず』というものだった。徹底的な思想改造に重点を置き、戦犯として収容された者の中から一人の処刑者も出さなかった」と報じ、1998年4月には「日中国交回復など国際情勢の変化も射程に入れ、革命思想の成果も内外に示したかったという事実は否定できない。ただ、周首相としては人間を変えない限り、戦争を防止できないという考えがあったといわれ、これを洗脳の一 言で否定し去るだけでは一面的な見方になる」とした。
雑誌「世界」1954年12月号で「もっといけないのは彼らの監禁生活が長かっただけに、いわゆる 洗脳をうけているだろう、と誰もが考えることだ」として当時のジャーナリズムの論評を批判した。「世界」1994年11月号では、「中帰連は、日本人がかつての戦争をどのように克服し、歩んでいったらいいのか を考える時、私たちに多くの視座を与えてくれる」と評価した。ジャーナリスト新井利男は『世界』1998年5月号で「天皇崇拝思想・軍国主義思想に洗脳されていた戦犯たちが、自らそのマインドコントロールを解き放ち、精神の自由を取り戻して罪を告白」したと評価している。2000年には『週刊金曜日』が撫順戦犯管理所での認罪を「『人類の解放』という理想を体現した世界でも 希有な歴史的事実」と評し、2010年には中帰連メンバーを「20世紀の奇蹟」と称賛した。
長崎大学の谷川昌幸は撫順戦犯管理所での認罪は、真実和解委員会の先駆けとする。
早稲田大学アジア太平洋研究センターの安藤裕子は、撫順戦犯管理所は、ハンナ・アーレントや鎌仲ひとみと同じく、「人間として考えて行動する責任」,「自分のとった 行動の結果に責任を取る態度」を追究したとした。

### 批判的・懐疑的評価
エドワード・ハンターは、日本人捕虜や朝鮮戦争でのアメリカ人捕虜に対する中国共産党の「思想改造」における洗脳手法について、「勉強会」での「学習」、集団学習会での自己批判、巧妙な賞罰（犯罪を告白したものを賞賛し、告白しないものには同調圧力を加える）、罪の意識（罪悪感）を植え付けるなどの特徴を指摘している。
心理学者ロバート・J・リフトンは中国共産党による「改造」（思想改造）「洗脳」を全体主義社会における心理として批判的に研究した。
秦郁彦は、『諸君!』1998年5月号で、認罪過程を「洗脳」だとして供述書の信憑性や、中国の寛大政策に対して批判した。
また、小林よしのりは、中国側の「思想改造教育」を自己啓発セミナーやカルト宗教の洗脳システムそのものと批判した。
田辺俊雄も洗脳として批判し、戦犯の供述の矛盾を他の元日本軍将兵の証言などから指摘している。

## 旧址
1987年、観光地として開放された。2006年、撫順戦犯管理所旧址として、中華人民共和国全国重点文物保護単位（分類近現代重要史跡及代表性建築、編号6-920）に登録された。

## 関連作品
- ラストエンペラー
- 私は貝になりたい[2]
- RKB 毎日放送『戦犯たち中国再訪の旅』1978年10月31日[2]
- NHKスペシャル『“戦犯”たちの告白~撫順・太原戦犯管理所 1062 人の手記』1989年8月 [2]
- 山形放送『NNN ドキュメント'90 ある戦犯の謝罪~土屋元憲兵少尉と中国~』1990年[2]
- NHK ETV 特集『日本人 中国抑留の記録』1992年[2]
- NHKBS ハイビジョン放送『“認罪”~中国撫順戦犯管理所の 6 年』2008年[2]
- 開拓者たち、NHK、2012年